# Hydromys hussoni
Hydromys hussoni is een knaagdier uit het geslacht Hydromys.

## Kenmerken
H. hussoni heeft een korte, dichte, bruine rugvacht, die feller van kleur is op de bovenkant van het lichaam dan bij de flanken. Verspreid over de rug zitten vaak wat witte vlekken. De kleine, nauwelijks behaarde oren zijn donkerbruin. De voorvoeten zijn van boven donkerbruin, de onderkant en de klauwen zijn ongepigmenteerd. De achtervoeten zijn zowel van boven als van onder bruinachtig (lichter dan de voorvoeten), de klauwen zijn ongepigmenteerd. Alle exemplaren hebben een dichtbehaarde staart; bij vijf exemplaren is die geheel donkerbruin, bij negentien is er een witte staartpunt van meestal 3 tot 11% van de totale staartlengte. Aan het einde van de staart zit een kleine, maar duidelijke borstel. De onderkant van de staart is bedekt met korte en dikke haren, die bij zestien exemplaren donkergrijs en bij acht exemplaren okerkleurig zijn. Net als bij alle andere Hydromys-soorten hebben jonge dieren een donkerdere, zachtere vacht. Vrouwtjes hebben twee paren of mogelijk slechts één paar van mammae op de buik.

## Verspreiding
Deze soort komt voor in de Wisselmeren in het westen van Nieuw-Guinea, in de westelijke uitlopers van de Snow Mountains.

## Verwantschap
Er zijn 53 exemplaren bekend uit die regio, die gevangen zijn op 1750 tot 1765 m hoogte door een expeditie uit 1939 van de Koninklijke Nederlandse Aardijkskundige Vereniging. Deze soort is het nauwste verwant aan H. ziegleri uit het Torricelligebergte in het noorden van Nieuw-Guinea (het enige bekende exemplaar van die soort werd oorspronkelijk voor een H. hussoni aangezien). H. hussoni is genoemd naar Dr. A.M. Husson, een voormalige curator zoogdieren van het Rijksmuseum van Natuurlijke Historie in Leiden. Hij bemerkte als eerste dat de verzameling uit de Wisselmeren een nieuwe soort vormde. Ook hielp hij Guy Musser, een van de beschrijvers, terwijl hij in Leiden H. hussoni bestudeerde met raad en daad, "including occasional gifts of good Dutch beer" (Musser & Piik, 1982:157).
| Grootte van H. hussoni vergeleken met H. ziegleri      | Grootte van H. hussoni vergeleken met H. ziegleri | Grootte van H. hussoni vergeleken met H. ziegleri |
| ------------------------------------------------------ | ------------------------------------------------- | ------------------------------------------------- |
| Kenmerk                                                | H. ziegleri                                       | H. hussoni                                        |
| Kop-romplengte                                         | 132                                               | 122-171                                           |
| Staartlengte                                           | 118                                               | 103-152                                           |
| Achtervoetlengte                                       | 29                                                | 26-33                                             |
| Oorlengte                                              | 13                                                | 11-14                                             |
| Schedellengte                                          | 29.01                                             | 30.1-32.8                                         |
| Condylo-incisieve lengte                               | 28.50                                             | 27.9-32.9                                         |
| Breedte os zygomaticum                                 | 14.98                                             | 14.0-17.3                                         |
| Breedte rostrum                                        | 6.23                                              | 5.6-6.1                                           |
| Lengte nasaal                                          | 8.73                                              | 8.6-11.2                                          |
| Breedte nasaal                                         | 3.39                                              | 2.8-3.4                                           |
| Lengte foramen incisivum                               | 2.48                                              | 2.0-3.3                                           |
| Maxillaire kiezen (totale lengte)                      | 4.13                                              | 4.4-5.0                                           |
| Breedte neurocranium                                   | 13.09                                             | 13.0-14.4                                         |
| Hoogte neurocranium                                    | 8.39                                              | 8.9-9.5                                           |
| Postorbitale constrictie                               | 5.09                                              | 5.1-5.6                                           |
| Breedte hoektanden (op de punt)                        | 1.62                                              | 1.4-1.9                                           |
| Lengte diastema                                        | 7.99                                              | 7.6-9.3                                           |
| Vanaf hier worden gemiddelden gegeven voor H. hussoni. |                                                   |                                                   |
| Lengte x breedte eerste bovenkies                      | 2.98 x 1.54                                       | 3.24 x 1.49                                       |
| Lengte x breedte tweede bovenkies                      | 1.22 x 1.07                                       | 1.52 x 1.34                                       |
| Lengte x breedte eerste onderkies                      | 2.59 x 1.28                                       | 2.84 x 1.59                                       |
| Lengte x breedte tweede bovenkies                      | 1.67 x 1.18                                       | 1.81 x 1.34                                       |

## Anatomie
H. hussoni heeft een kleine en compacte schedel. Het rostrum is relatief kort en breed, het neurocranium is laag en vlak, de bullae zijn groot en de voortanden zijn breed. In feite is de schedel grotendeels een miniatuurversie van die van de Australische beverrat (Hydromys chrysogaster). Zie ook het artikel over Hydromys ziegleri voor vergelijkingen tussen deze sterk gelijkende soort en H. hussoni.